# Hans Tetzner
Johannes Cornelis ("Hans") Tetzner (Groningen, 9 juni 1898 – Amsterdam, 17 februari 1987) was een Nederlands voetballer en chirurg. Als voetballer speelde hij onder meer acht keer in het Nederlands elftal, als chirurg maakte hij vooral naam als kniespecialist.

## Voetballer

### Clubvoetbal
Tetzner speelde samen met zijn oudere broer Max Tetzner vanaf 1911 voor het Groningse Be Quick, nadat hij eerst vanaf 1909 bij Forward had gespeeld. Hij debuteerde in het eerste op 10 oktober 1915 thuis tegen WVV 1896 en speelde zijn laatste wedstrijd op 13 december 1925 thuis tegen VV HSC. In totaal werd hij tien maal kampioen van het noorden. Hans speelde als linksback, zijn broer speelde meest rechtsbuiten. Beiden maakten deel uit van het team dat in 1920 landskampioen werd.

### Vertegenwoordigend voetbal
Door de successen met Be Quick werd hij ook geselecteerd voor het Nederlands elftal. Hij maakte zijn debuut op 25 november 1923 in een vriendschappelijke wedstrijd tegen Zwitserland. In 1924 nam hij met het elftal deel aan de Olympische Spelen in Parijs. Nederland werd op dat toernooi uitgeschakeld door een 2-1 nederlaag tegen de latere winnaar Uruguay. Tot aan het eind van zijn leven hing een ingelijste pagina van l'Auto op zijn werkkamer met als veelzeggende kop:"l'arbitre bat la Hollande". Tezner bleef ervan overtuigd dat Uruguay slechts met behulp van de scheidsrechter Nederland had uitgeschakeld. Tetzner speelde in totaal acht interlands.
Ook speelde hij vele malen in het noordelijk elftal. onder andere zes keer in de semi-interland tegen Noord-Duitsland, het voor-oorlogse hoogtepunt op de noordelijke voetbalkalender.
Tussen 1922 en 1925 kwam Hans Tetzner zeven maal uit voor De Zwaluwen, telkens als linksachter. Onder andere speelde hij mee tijdens de kersttour naar Parijs in 1923, samen met zijn ploeggenoten Jaap Bulder en Rieks de Haas.
Tijdens zijn voetbalcarrière bedacht Tetzner de buitenspelval en introduceerde hij deze ook in het Nederlands elftal.

## Chirurg
In de loop van het seizoen 1925/1926 stopte Tetzner als voetballer. Hij studeerde medicijnen en specialiseerde zich als chirurg. Hij werd een bekende Nederlander als kniespecialist, zijn bekendste patiënt was Johan Cruijff. In 1936 verzorgde Tetzner de medische begeleiding van de wielerploeg op de Olympische Spelen te Berlijn.

## Varia
- Met vier andere spelers van Be Quick, zijn broer Max, Evert van Linge, Harry Rodermond en Herman Legger, reed hij in de barre winter van 1929 de Elfstedentocht.
- In 1958 was Hans Tetzner de eerste voorzitter van Jumping Amsterdam.
- Tetzner was in 1963 een van de panelleden in de eerste uitzending van het programma Wie van de Drie.
- Vanaf het seizoen 1981/1982 ontvangt de beste speler van het seizoen van Be Quick's vlaggeschip het Tetznerkruis. Ter herinnering aan het landskampioenschap van 1920 ontving elke speler van dat elftal een gouden kruisje van het Be Quick bestuur. Begin jaren 80 heeft Hans Tetzner zijn exemplaar weer aan de vereniging geschonken en werd een nieuwe traditie geboren.
- In Groningen, in de wijk Van Starkenborgh, is een straat (Hans Tetznerlaan) naar hem vernoemd.

## Erelijst
| Nationaal                |    |                                                            |
| Kampioen van Nederland   | 1x | 1920                                                       |
| Regionaal                |    |                                                            |
| Kampioen van het noorden | 9x | 1916, 1917, 1918, 1919, 1920, 1921, 1922, 1923, 1924, 1926 |
| Groninger Dagbladbeker   | 4x | 1919, 1922, 1923, 1925                                     |